# تولغا سيحان
تولغا سيحان (بالتركية: Tolga Seyhan)‏ هو لاعب كرة قدم تركي في مركز قلب الدفاع، ولد في 17 يناير 1977 في مدينة غيرسون في تركيا. شارك مع منتخب تركيا تحت 21 سنة لكرة القدم ومنتخب تركيا لكرة القدم. أما مع النوادي، فقد لعب مع أوفتاس سبور وشاختار دونيتسك وطرابزون سبور وغازي عنتاب سبور وغلطة سراي وغيرسون سبور وكوجالي سبور.

## وصلات خارجية
- تولغا سيحان على موقع اتحاد تركيا (لاعب) (الإنجليزية)
- تولغا سيحان على موقع اتحاد أوكرانيا (الإنجليزية)
- تولغا سيحان على موقع قاعدة بيانات كرة القدم.إي يو (الإنجليزية)
- تولغا سيحان على موقع ناشيونال فوتبول تيمز (الإنجليزية)
- تولغا سيحان على موقع Soccerway.com (الإنجليزية)
- تولغا سيحان على موقع عالم كرة القدم.نت (الإنجليزية)